# 熊本県道233号海路口小島線
熊本県道233号海路口小島線（くまもとけんどう233ごう うじぐちおしません）は、熊本県熊本市南区から熊本市西区に至る一般県道である。

## 概要

### 路線データ
- 起点：熊本県熊本市南区海路口町
- 終点：熊本県熊本市西区小島上町（国道501号交点）

## 地理

### 通過する自治体
- 熊本市（南区 - 西区）

### 交差する道路
| 交差する道路                  | 市町村名 | 市町村名 | 交差する場所 | 交差する場所 |
| ----------------------------- | -------- | -------- | ------------ | ------------ |
| 熊本県道234号天明川尻線       | 熊本市   | 南区     | 海路口町     |              |
| 熊本県道229号畠口川尻停車場線 | 熊本市   | 南区     | 畠口町       |              |
| 熊本県道51号熊本港線          | 熊本市   | 西区     | 沖新町       | 沖新町交差点 |
| 国道501号                     | 熊本市   | 西区     | 小島上町     | 終点         |

### 沿線
- 有明海
- 熊本港
- 緑川
- 白川